# Duo Harding

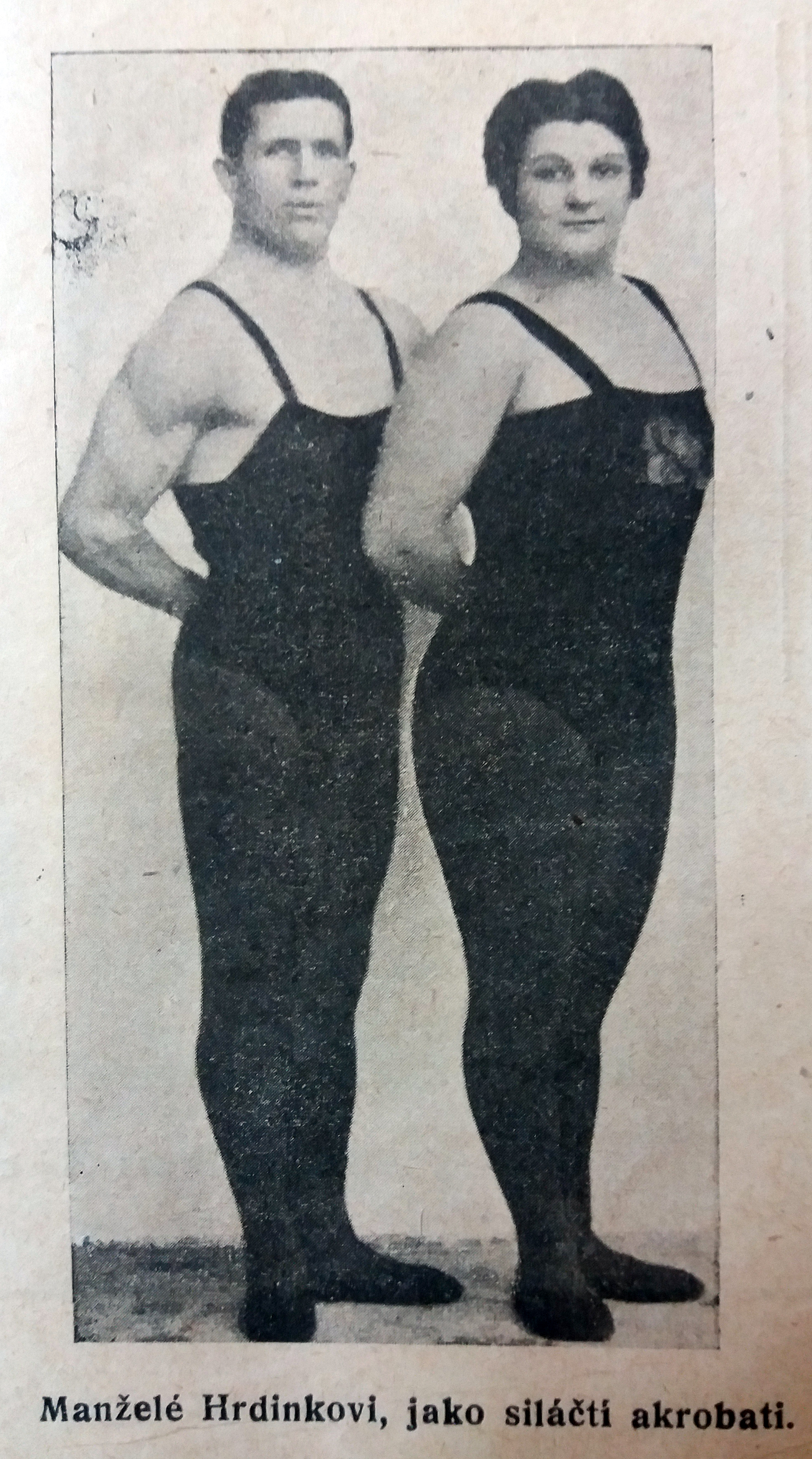

Ekvilibristické a silácké Duo Harding tvořili manželé František a Anči Hrdinkovi. František Hrdinka se narodil 2. dubna 1883 a byl zakladatelem dělnického atletického klubu Ursus v Praze a cirkusu Harding. Františkova manželka „Anči“ se narodila 11. března 1897, byla tedy o čtrnáct let mladší než její choť. Byla pokřtěna jako Anna Petronila v kostele Sv. Ducha v Praze. Anna byla ze šesti sourozenců, měla 2 sestry a 3 bratry. Narodila se jako druhé dítě svých rodičů. Anna pocházela z velmi chudé rodiny, její tatínek Antonín Michálek byl mlékařem na Malé Straně, maminka se doma starala o děti. Tatínek jim zemřel, když bylo Anně pouhých devět let, na tuberkulózu. Na tu zemřel nejen on, ale také jedna z Anniných sester. Oba jsou pohřbeni na Olšanských hřbitovech. 

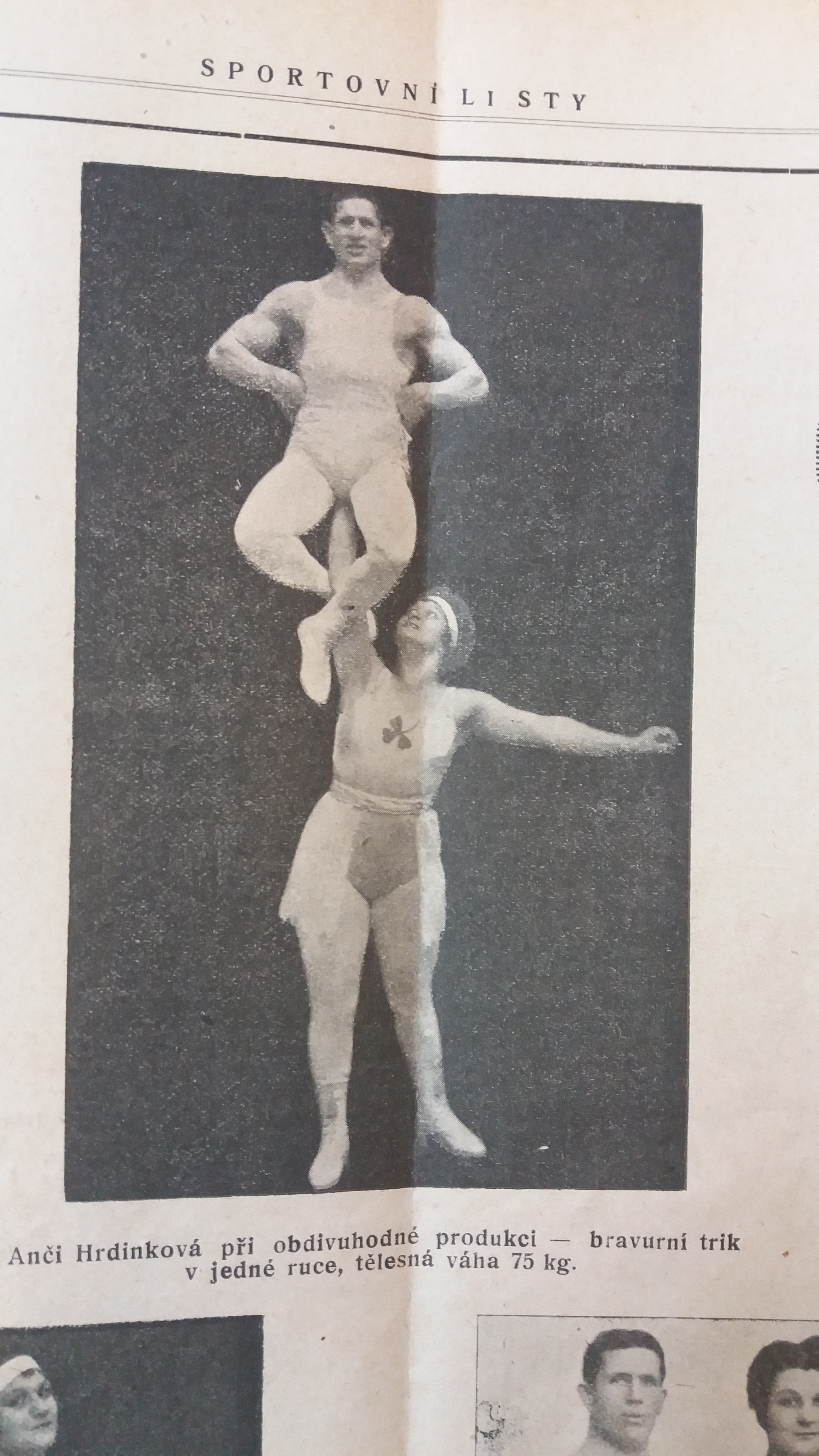

Když Anna poznala Františka Hrdinku byla švadlenou učnicí. Později už je vedena jako artistka nebo umělkyně. S Františkem se vzali  9. listopadu 1913 v kostele Nejsvětější trojice v Podskalí v Praze. Po svatbě spolu začali žít v bytě na Vyšehradě ve Slavojově ulici čp. 86.   
V cirkuse Harding vystupoval František spolu se svou manželkou Annou, řečenou Anči. František s Anči jezdili se svým představením a cirkusem po světě, měli nasmlouvané štace po Skandinávii, Velké Británii, Vídni, ale i ve Spojených státech. V Čechách vystupovali v divadle Varieté, v Koruně, v Lunaparku Eden, ale hlavně v Lucerně. V jejich cirkuse dokonce vystupoval i Gustav Frištenský. Jejich vrcholným číslem bylo, kdy Anči jednou rukou zvedla svého manžela nad hlavu. Proto se o ní říkalo, „kdo by to řek' do ženský, vždyť je jako Frištenský“. 
V dobových novinách byla Františkova postava popisována jako anatomická zvláštnost, dokonce byl často přítomen při přednáškách profesorů lékařství, kde mladým medikům předváděl jednotlivé svaly.  
I Anna se zapsala do sportovních dějin sama za sebe. Kromě cirkusových čísel se svým manželem se totiž začala věnovat také zápasu. Jejím trenérem nebyl nikdo jiný než věhlasný Josef Steinbach. Trénovali spolu zejména v Německu, Dánsku a Rakousku. Anči si začala zápasnictvím vydělávat, hlavně ve Velké Británii byl ženský zápas velmi populární, a proto zápasila zejména tam. V prvním mistrovství světa v ženském řecko-římském zápase, který se odehrával v pražské Lucerně, se Anči stala jednoznačnou vítězkou. Zajímavostí je, že Anči Hrdinková na této soutěži vystupovala také jako tajemná maska. Startovala tedy nejen za sebe, ale také jako tajemná žena s černou maskou na obličeji a porazila tak všechny své soupeřky rovnou dvakrát! Po tomto úspěchu u řecko-římského zápasu zůstala a jezdila po závodech různě po světě. 
Cirkus Harding měl v průměru 21 m, pět řad sedadel, jednu řadu židlí a galerii na stání. Celkem mohlo být v cirkusu až 900 platících diváků. Manéž měla 11m. U hlavního vstup byly malované figury zápasníků a boxerů.  

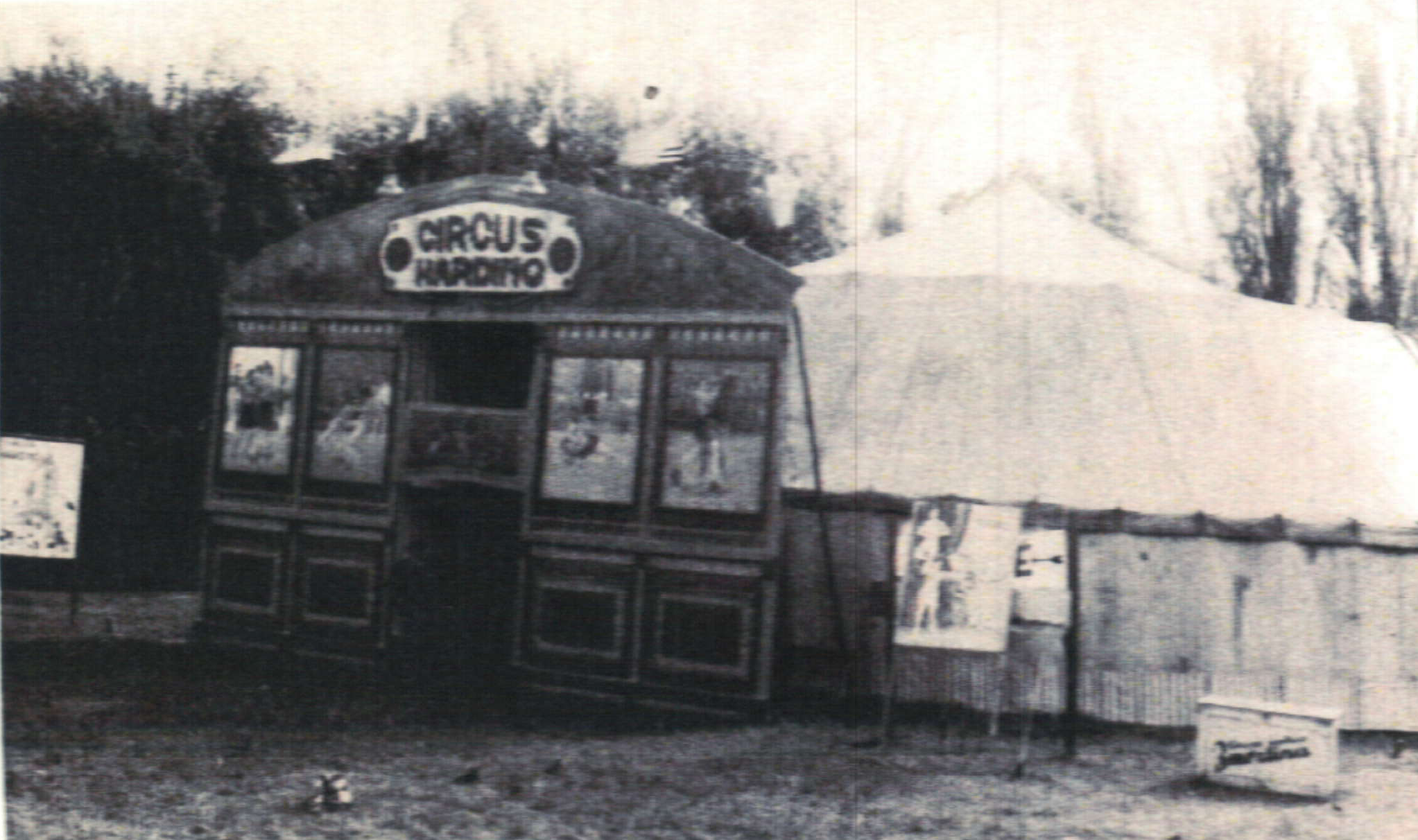

Jejich  manželství bylo rozvedeno v Krajského soudu civilního v Praze 5. listopadu 1936. Nadále spolu ale vystupovali.  